# Sikka
Sikka (o Siki, Sika) è una suddivisione dell'India, classificata come census town, di 17.699 abitanti, situata nel distretto di Jamnagar, nello stato federato del Gujarat. In base al numero di abitanti la città rientra nella classe IV (da 10.000 a 19.999 persone).

## Geografia fisica
La città è situata a 22° 25' 60 N e 69° 49' 60 E e ha un'altitudine di 15 m s.l.m..

## Società

### Evoluzione demografica
Al censimento del 2001 la popolazione di Sikka assommava a 17.699 persone, delle quali 9.214 maschi e 8.485 femmine. I bambini di età inferiore o uguale ai sei anni assommavano a 2.642, dei quali 1.370 maschi e 1.272 femmine. Infine, coloro che erano in grado di saper almeno leggere e scrivere erano 7.867, dei quali 4.944 maschi e 2.923 femmine.